# Lecheva
Ricardo Mendes Nascimento, mais conhecido como Lecheva (Mogi das Cruzes, 3 de abril de 1974), é um treinador e ex-futebolista brasileiro que atuava como meia. Atualmente, está sem clube.

## Carreira

### Jogador

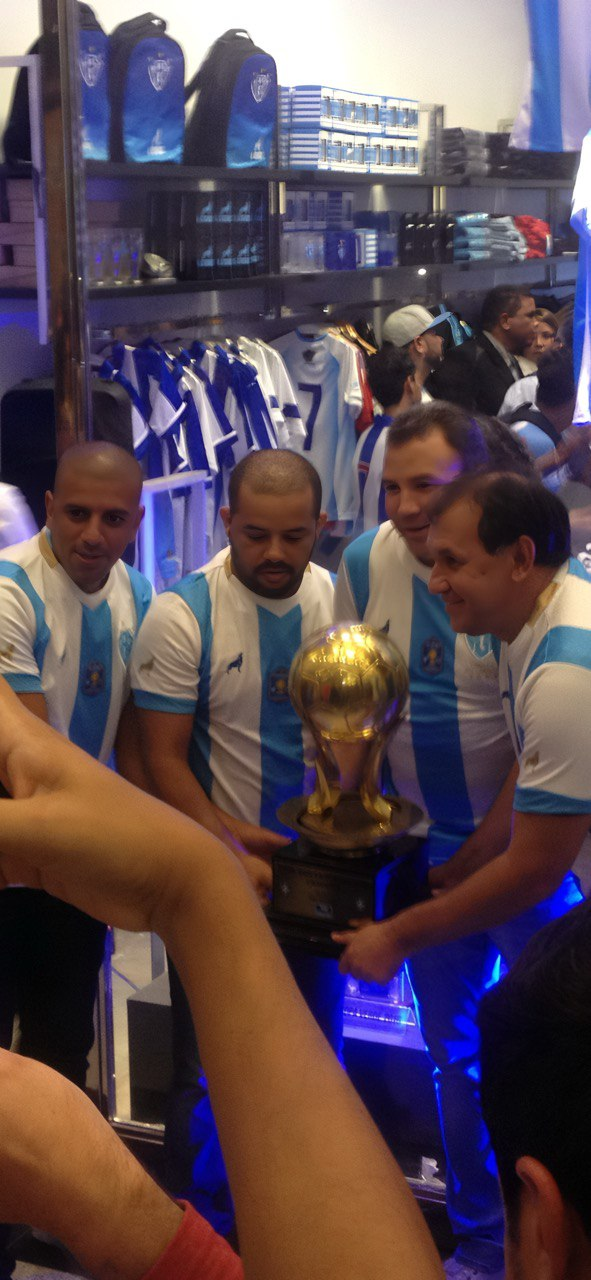
Erguendo em 2016 com Albertinho, Zé Augusto e Vandick a Copa dos Campeões de 2002.

Recebeu o apelido ainda aos 10 anos de idade, ao assinar contrato de material esportivo com a empresa Le Cheval ("o cavalo", em francês). Sujeitado a sempre utilizar calçados da marca ao longo do único ano de contrato, acabou recebendo na escola o apelido inicial de "garoto Le Cheval", gradualmente abreviado para Lecheva. Optou por manter a alcunha por considera-la peculiar e única, rejeitando a hipótese de ficar conhecido apenas pelo nome "Ricardo", algo que chegou a ser tentado no início da carreira profissional. A empresa Le Cheval, por sua vez, deixou de existir ainda em 1996, gerando processo falimentar só encerrado em 2019.
Lecheva foi revelado e se profissionalizou no União Mogi, além de também passar por equipes como ECUS e o Tuna Luso, em 1998, o São José-SP, em 1999, e o Tuna Luso, em 2000. Onde mais se destacou foi no Paysandu, onde subiu para a Série A do Brasileiro, em 2001 e 2002, conquistando a Copa Norte e a inédita passagem a Copa Libertadores da América, com o título da Copa dos Campeões. Participou da campanha da Libertadores de 2003 e marcou um gol contra o Boca Juniors no segundo jogo das oitavas de finais; porém, o time foi eliminado.

### Fora dos campos
Mais tarde inicia como treinador, no Paysandu, onde após seis anos, em 2012, retornou a equipe paraense a Série B. Foi efetivado na temporada seguinte, conquistando um título estadual.
Em novembro de 2021, assume a coordenação de futebol do Paysandu.

## Títulos

### Como jogador
Paysandu
- Campeonato Paraense: 2001, 2002 e 2005
- Campeonato Brasileiro – Série B: 2001
- Copa Norte: 2002
- Copa dos Campeões: 2002

### Como treinador
Paysandu
- Campeonato Paraense (1): 2013

Amazonas
- Campeonato Amazonense - Segunda Divisão (1): 2019